# Campeonato Europeo de Remo de 1921
El XXIII Campeonato Europeo de Remo se celebró en Ámsterdam (Países Bajos) en 1921 bajo la organización de la Federación Internacional de Sociedades de Remo (FISA).
En total se disputaron cinco pruebas diferentes, todas ellas en la categoría masculina.

## Resultados

### Masculino
| Evento                 | Oro | Plata | Bronce |
| ---------------------- | --- | --- | --- |
| Scull individual M1X   | Frits Eijken · Países Bajos | Nino Castelli Italia | — |
| Doble scull M2X        | Constant Pieterse · Carl Schleicher · Países Bajos | Lucien Brouha · Jules George · Bélgica | — |
| Dos con timonel M2+    | Marcel Roman · Georges Schuermans · Georges Anthony (t) · Bélgica                                                                                          | Francia | Johannes van der Vegte · Bernard te Hennepe · C. A. van Es (t) · Países Bajos |
| Cuatro con timonel M4+ | Willy Brüderlin · Max Rudolf · Émile Albrecht · Paul Rudolf (t) · Suiza                                                                                    | Francia | F. W. Boers · J. van Holst Pellikaan · P. L. van Boven · G. Giebel · J. A. Meurer (t) · Países Bajos                                                                                 |
| Ocho con timonel M8+   | Willy Brüderlin · Max Rudolf · Émile Albrecht · Paul Rudolf · Heinrich Thoma · Alexander Thiedemann · E. Binkert · Ferdinand Lecomte · A. Wolf (t) · Suiza | István Keresztes László Józsa Károly Jesze Lajos Wick Kálmán Jesze István Szendeffy Sándor Hautzinger Ferenc Kirchknopf Károly Koch (t) Hungría | Jacques Haller · Léon Vleurinck · Robert Libaert · Auguste Hoefman · Oscar Bekaert · Adrien D'Hondt · Robert Demulder · Joannes Jacob Van Silfhout · Jules Van Wambeke (t) · Bélgica |

## Medallero
| Núm. | País         | Oro | Plata | Bronce | Total |
| ---- | ------------ | --- | ----- | ------ | ----- |
| 1    | Países Bajos | 2   | 0     | 2      | 4     |
| 2    | Suiza        | 2   | 0     | 0      | 2     |
| 3    | Bélgica      | 1   | 1     | 1      | 3     |
| 4    | Francia      | 0   | 2     | 0      | 2     |
| 5    | Italia       | 0   | 1     | 0      | 1     |
| 5    | Hungría      | 0   | 1     | 0      | 1     |
|      | TOTAL        | 5   | 5     | 3      | 13    |